# Celeste (sèrie de televisió)
Celeste és una sèrie de televisió per internet espanyola de thriller i drama creada per Diego San José per a Movistar Plus+. Està produïda per 100 Bales i protagonitzada per Carmen Machi i Andrea Bayardo.
Al juliol de 2024, es va anunciar que les sèries que Celeste tindria la seva estrena mundial al Festival Internacional de Cinema de Sant Sebastià. Aquell mateix mes, Movistar Plus+ va treure el primer teaser de la sèrie. S'estrenà a Movistar Plus+ el 14 de novembre de 2024.

## Sinopsi
Sara Santano (Carmen Machi) és una inspectora d'Hisenda que s'ha dedicat sempre a la recaptació d'impostos. El dia abans de prejubilar-se, rep l'encàrrec més important de la seva carrera: demostrar que Celeste (Andrea Bayardo), la gran estrella llatina, resideix a Espanya i ha de pagar els seus impostos al país —una missió de la qual depenen vint milions d'euros per a les arques espanyoles. Per això, Sara haurà d'aparcar la seva vida per perseguir la de Celeste i demostrar que va passar 184 dies a Espanya.

## Repartiment
- Carmen Machi com Sara Sálamo
- Andrea Bayardo com Celeste
- Manolo Solo com Tony
- Antonio Durán "Morris" com Carmelo
- Aixa Villagrán
- Clara Sans com Dani
- Jesús Noguero
- Marc Soler